# Cada día más (álbum de Valeria Lynch)
Cada día más es el sexto álbum de estudio de la cantante argentina Valeria Lynch, lanzado en 1984 bajo el sello discográfico RCA Víctor. La producción estuvo a cargo de Horacio Lanzi. La canción más destacada del álbum es «Qué ganas de no verte nunca más», escrita por Alejandro Vezzani. Esta canción fue versionada por la cantante mexicana Lupita D'Alessio en 1988 e incluida en la banda sonora de la película Mentiras de 1986, un filme mexicano que ayudó a propagar la canción en nuevos mercados. La versión de D'Alessio le dio una nueva vida a la balada, expandiendo su popularidad en el público mexicano.

## Lista de canciones
| Lado 1 |                                   |                                           |          |  |
| N.º    | Título                            | Letras                                    | Duración |  |
| 1.     | «Qué ganas de no verte nunca más» | Alejandro Vezzani                         | 3:05     |  |
| 2.     | «Miedo de volar»                  | Carlos Nilson                             | 3:25     |  |
| 3.     | «Yo, tú amor infiel»              | Norberto Alfredo Gurvich, Roberto Galetto | 3:08     |  |
| 4.     | «Cualquiera de estos días»        | Sue y Javier                              | 2:55     |  |
| 5.     | «Ella, la loca»                   | Fabio Espinosa                            | 3:52     |  |

| Lado 2 |                          |                                               |          |  |
| N.º    | Título                   | Letras                                        | Duración |  |
| 1.     | «La estúpida»            | Carlos Nilson, Rubén Aguilera                 | 3:14     |  |
| 2.     | «Para quererme bien»     | Alejandro Lerner                              | 4:30     |  |
| 3.     | «Será al revés»          | Edson                                         | 3:07     |  |
| 4.     | «Canción para mi trompo» | Norberto Alfredo Gurvich, Titina Quiroga Mora | 2:50     |  |
| 5.     | «Me das cada día más»    | Norberto Alfredo Gurvich                      | 2:47     |  |